# Гордиан III
Марк Антоний Гордиан (лат. Marcus Antonius Gordianus), более известный в римской историографии как Гордиан III, — римский император в 238—244 годах.
Гордиан III был внуком Гордиана I. После убийства императора Максимина Фракийца и недолгосрочного правления сенатских ставленников Бальбина и Пупиена преторианская гвардия провозгласила юного Гордиана императором. В 242—244 годах он вёл войну на дунайской границе, а затем объявил кампанию против государства Сасанидов, во время которой скончался в Месопотамии.

## Биография

### Происхождение
Будущий император Марк Антоний Гордиан родился в Риме 20 января 225 года. Согласно другой версии, Гордиан III родился в 226 году. Вопрос о том, кто был его родителями, остаётся весьма спорным. Согласно «Истории Августов», его родителями были дочь Гордиана I Меция Фаустина и сенатор Юний Бальб. Однако в то же время сам писатель пишет, что, возможно, отцом является Гордиан II, сын Гордиана I.
Современными историками принята версия, что матерью Гордиана III была дочь Гордиана I, а отцом — римский сенатор, чьё имя неизвестно (приведённые выше имена, взятые из «Истории Августов», считаются выдуманными). Псевдо-Аврелий Виктор, говоря об отце Гордиана, применяет по отношению к нему термин «clarissimo», что в переводе означает «знатный». По всей видимости, отец Гордиана III скончался ещё до начала африканского восстания в 238 году, во время которого его сына провозгласили императором.

### Внешность и личные качества
Единственным источником, дающим наиболее полное описание личных качеств и внешности императора Гордиана III, является сборник императорских биографий «История Августов»:
«Гордиан был жизнерадостным, красивым, обходительным молодым человеком — всем он нравился, в жизни был приятен, отличался образованностью — словом, он обладал всеми данными, кроме возраста, чтобы быть императором <…> его любили, как никого из государей, и народ, и сенат, и воины».
Бюст, находящийся в Национальном музее в Риме, изображает Гордиана юношей с продолговатой головой, большими глазами, полными губами и глубокой ямочкой на подбородке.

### Восхождение на престол

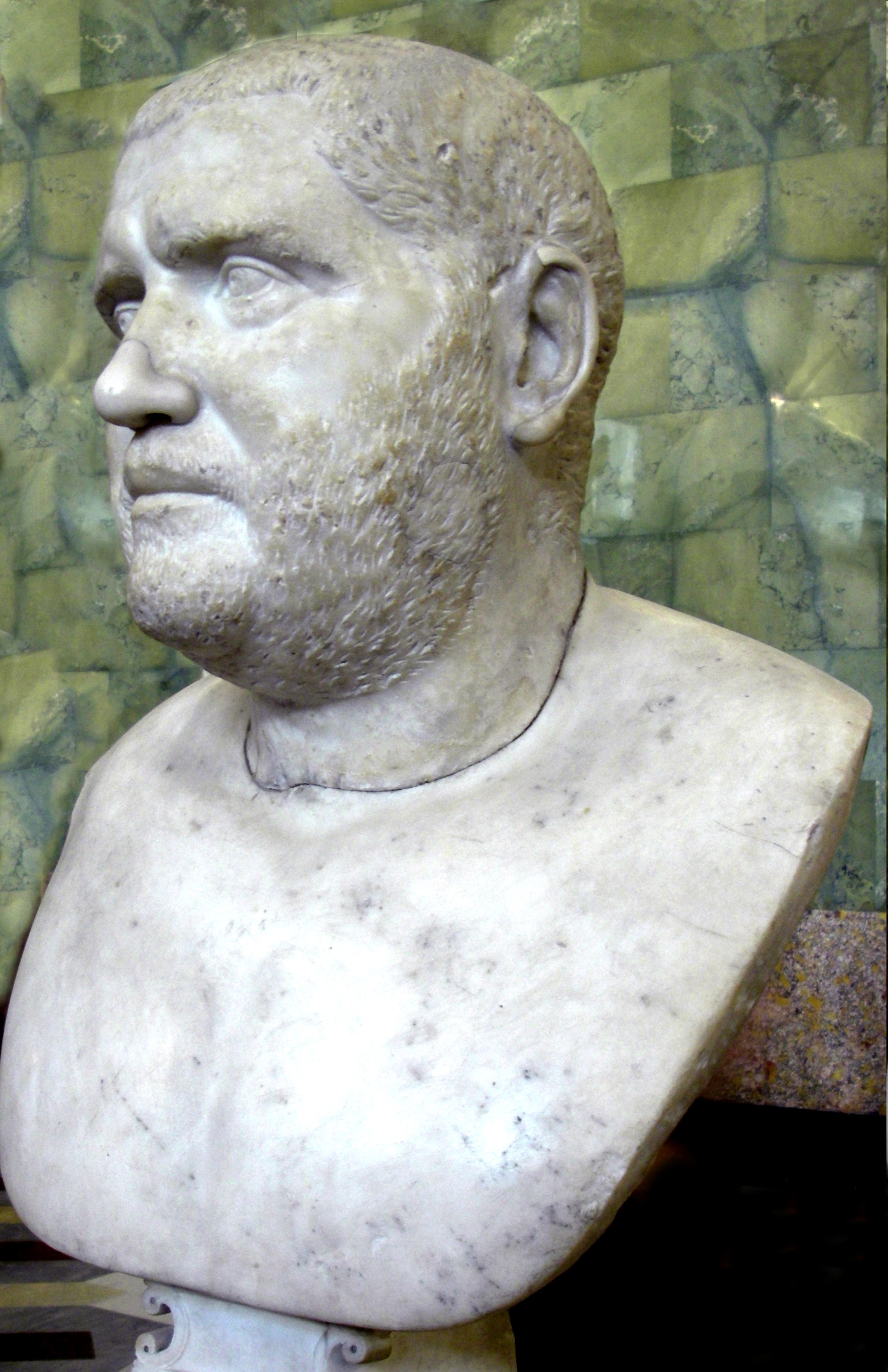
Бюст Бальбина

В 235 году, после убийства императора Александра Севера в Могонциаке, столице провинции Нижняя Германия, Максимин Фракиец был провозглашён императором, несмотря на сильную оппозицию со стороны сената и враждебность населения. В 238 году, когда Максимин находился в Паннонии и проводил кампанию против придунайских народов, в провинции Африка вспыхнуло восстание местного населения, недовольного налоговой политикой принцепса, в результате которого императорами были объявлены Гордиан I и Гордиан II (соответственно дедушка и дядя Гордиана III), которые были признаны сенатом, а юному Гордиану были обещаны консульство и титул цезаря, в то время как Максимин и его сын были объявлены «врагами народа». Однако в Риме находился верный сторонник Максимина, префект претория Виталиан, который мог противодействовать происходящему. Но тем не менее тринадцатилетний внук Гордиана I никогда не сталкивался с трудностями своего положения из-за восстания деда, потому что Виталиан был убит агентами, присланными в Рим Гордианом I в начале мятежа.

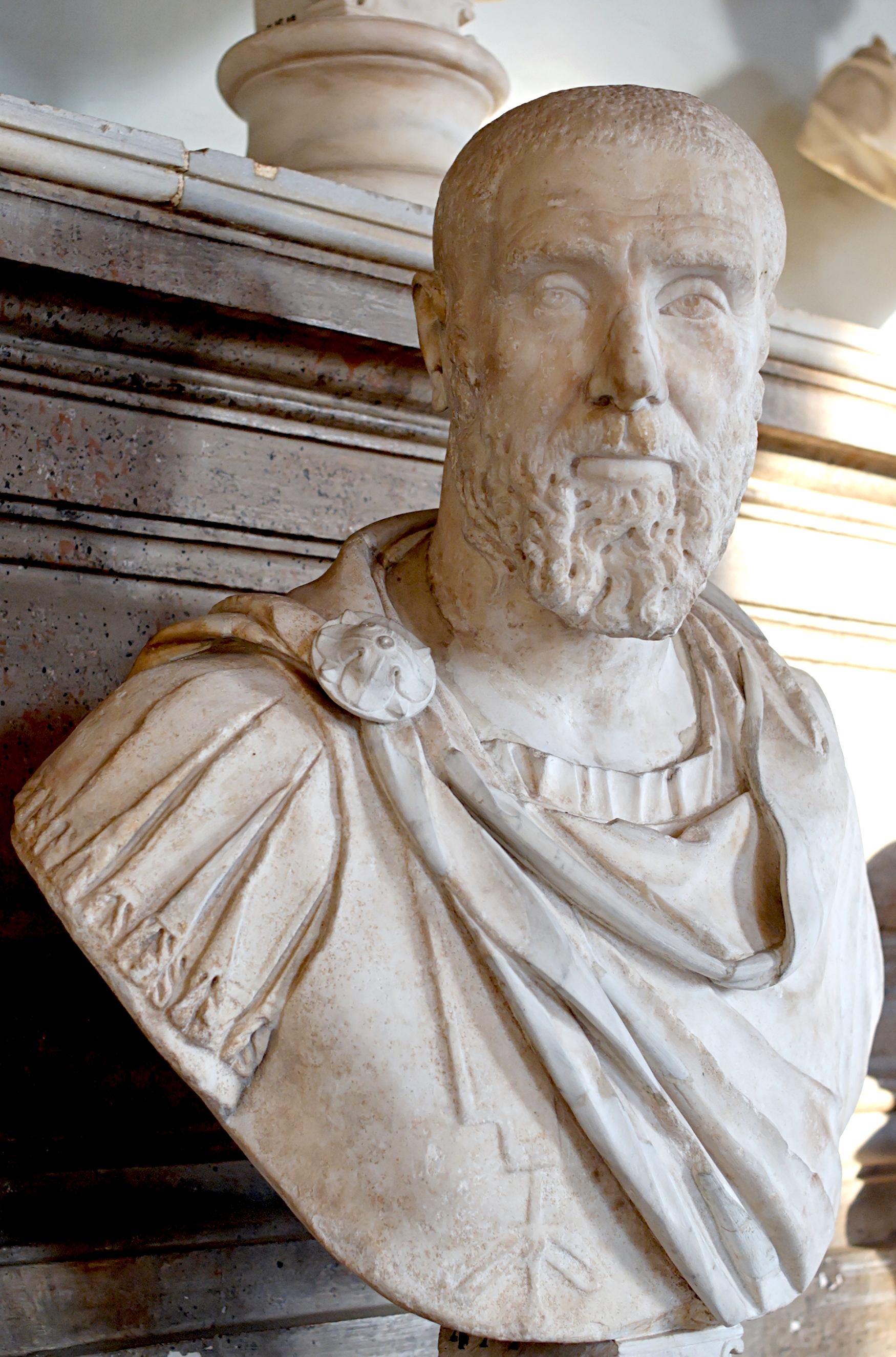
Бюст Пупиена

Восстание в Африке вскоре было подавлено III Августовым легионом под предводительством нумидийского наместника Капелиана. После того как в Риме об этом узнали (по всей видимости, ближе к концу апреля 238 года), была собрана группа из двадцати сенаторов-консуляров, ранее организованных в комитет по обороне Италии от Максимина, и голосованием из их числа выбрали сразу двух новых императоров — Пупиена и Бальбина. Новые императоры должны были продолжить руководство восстанием против Максимина. Однако некоторые сенаторы, недовольные данным выбором, сразу же возбудили своих клиентов и членов их семей для того, чтобы помешать публичному вступлению Пупиена и Бальбина в императорскую должность. Кроме того, Пупиен не пользовался популярностью в бытность свою городским префектом Рима, и многие простые римляне были не прочь принять участие в выступлениях против его восхождения на престол. Недовольные потребовали, чтобы императорская власть впредь принадлежала роду Гордианов. Потом кто-то вспомнил, что у Гордиана I остался внук. Чтобы успокоить мятежников (а также получить доступ к богатству Гордианов), по приказу Бальбина и Пупиена было отправлено несколько человек за внуком Гордиана I. Найдя мальчика играющим дома, посланцы подняли его на плечи и вынесли к толпе, показывая, что это и есть внук Гордиана I. Мальчику дали имя деда — Марк Антоний Гордиан, а сенат провозгласил его цезарем, предводителем молодёжи, а также наследником двух императоров-соправителей.
После гибели Максимина при осаде Аквилеи, возможно, в начале июня 238 года, конфликты между двумя императорами, а также между ними и легионерами с простыми римлянами вышли на первый план. В середине лета солдаты преторианской гвардии, недовольные появлением у Пупиена личной стражи, набранной из германцев, напали на императорский дворец во время церемонии закрытия Капитолийских игр, схватили и убили сенатских императоров, а юного Гордиана провозгласили единоличным правителем.

### Правление

#### Начало правления (238—242 годы)

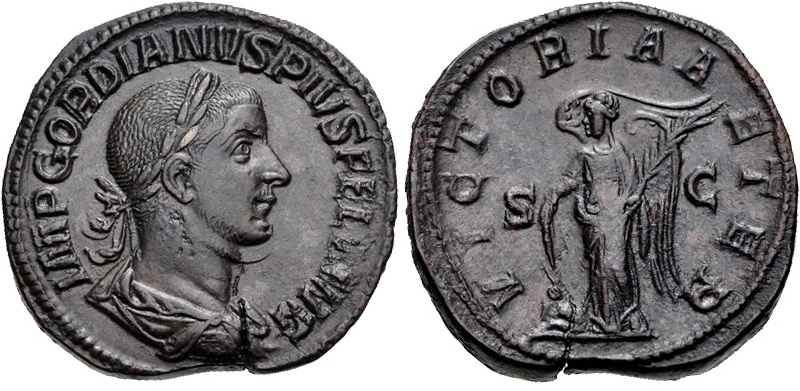
Сестерций с портретом Гордиана III

О пятилетнем правлении императора Гордиана III известны относительно немногие детали. Его внутренняя и внешняя политика стали продолжением политики династии Северов. Безопасность имперских границ продолжала оставаться наиболее актуальной проблемой.
Первый год правления Гордиана III слабо освещён в источниках. Пупиен и Бальбин были преданы проклятию памяти. Трудно выяснить, как повлияло восхождение нового императора на престол на сенаторское сословие (если таковое влияние вообще имелось): был ли кто-нибудь смещён со своей должности или наоборот поддержал нового принцепса. По всей видимости, семьи, пользовавшиеся авторитетом при Северах (а некоторые ещё и при Антонинах), продолжили контролировать важные правительственные должности в администрации юного императора.
Поначалу правительство Гордиана III оставалось под контролем сената. Однако сенат вынужден был  предпринимать всякое действие с осторожностью, поскольку ему приходилось считаться с мнением солдат, считавших Гордиана своим ставленником. Во всяком случае администрация малолетнего императора рискнула расформировать III Августов легион, который участвовал в подавлении восстания его деда и дяди. Память двух первых Гордианов почитали с таким усердием, что их юный родственник принял титул «Пий» (лат. Pius — «набожный»), который с тех пор постоянно появлялся на всех отчеканенных в его правление монетах.
В 240 году в Африке вновь вспыхнуло восстание, на этот раз под руководством проконсула Сабиниана, который также был провозглашён императором. Поскольку роспуск III Августова легиона лишил провинцию Африка необходимой военной защиты, на подавление мятежа Сабиниана пришлось направлять римские подразделения наместника Фальтония Реститутиана из соседней Мавретании. В отличие от событий 238 года бунт Сабиниана не нашёл поддержки в других частях Римской империи.
Бо́льшую угрозу представляла ситуация на дунайской границе. Во время недолговременного правления Бальбина и Пупиена готы вторглись в провинцию Нижняя Мезия и подвергли разграблению город Истр. В то же время карпы, племя дакийского происхождения, переправились через Дунай несколько западнее. Наместник Нижней Мезии Туллий Менофил заключил с готами мирное соглашение, предложив им ежегодную выплату дани в обмен на захваченных ими в плен римских легионеров, затем однако, едва достаточно усилив своё войско, отказался от похожего договора с карпами. В 239 году в верхнемезийском городе Виминациум были выпущены монеты, на которых были отчеканены надписи, провозглашавшие новую эпоху в истории провинции — эпоху всесторонней реорганизации всей области, включая модернизацию пограничной оборонительной линии.

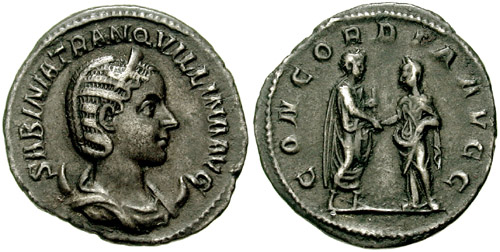
Антониниан с портретом Транквиллины

В конце 240 года или в начале 241 года политический режим претерпел важные изменения: Гордиан III назначил префектом преторианской гвардии Гая Фурия Сабина Аквилу Тимесифея, который вскоре приобрёл большое влияние на молодого императора. Коллегой Тимесифея стал Гай Юлий Приск. Тимесифей, происходивший из восточных провинций, сделал великолепную карьеру в качестве наместника в различных провинциях, начиная от Аравии до Галлии и от Азии до Германии. Способности префекта быстро сделали его центральной фигурой в правительстве Гордиана III, а его авторитет был увеличен за счёт брака его дочери Фурии Сабинии Транквиллины с юным принцепсом летом 241 года. Это событие было отмечено выпуском в её честь монет с посвящением «VENVS VICTRIX» — победоносной богине любви. По мнению французского историка Кристиана Сеттипани, в их браке родилась дочь, имя которой, предположительно, было Фурия.
Гордиан III достаточно толерантно относился к христианам, не препятствуя распространению христианства среди населения. По сообщению Евсевия Кесарийского, эпоха правления Гордиана III отмечена деятельностью Оригена. Кроме того, юный принцепс покровительствовал философу Плотину. При Гордиане были расширены казармы для солдат Мизенского флота в Риме.

#### Персидский поход
Трудности на Дунае продолжались, но бо́льшая опасность нависла над восточными римскими границами. Агрессивная экспансия восстановленной Персидской империи под управлением царя из династии Сасанидов Ардашира Папакана продолжилась при его сыне и преемнике Шапуре I, принявшем при восхождении на трон вызывающий титул «Царя царей иранских и неиранских». В центре персидского внимания было расширение своих территорий в Верхней Месопотамии (юго-восток Турции, Северная Сирия и Северный Ирак), большая часть которой находилась под прямым римским контролем в течение более одного поколения. По всей видимости, в последние месяцы правления Максимина Фракийца (238 год) Ардашир захватил Карры и Нисибис (хотя по версии византийских историков данное событие произошло в 241 году, уже при Шапуре, после захвата Хатры). В 239 году был взят Дура-Европос. В 240 году больной Ардашир, очевидно, сделал своего сына Шапура соправителем. В течение этого года Хатра, где располагался военный римский гарнизон, была захвачена персидской армией. Сообщение о том, что также пала Антиохия, представляется ложным. Однако период 240—241 годов отмечен перерывом чеканки монет на Антиохийском монетном дворе, что может косвенно указывать на временный переход города под контроль персов.
Тимесифей начал организовывать кампанию против персов и в 242 году вместе с Гордианом, предварительно открывшим ворота храма Януса, отправился с армией на восток. Когда в 241 году Туллий Менофил был снят со своей должности наместника Нижней Мезии, возобновились нападения приграничных племён, посчитавшими, что все соглашения, заключенные с Менофилом, являются после его отставки недействительными. Префект претория разбил этого врага, заставив отступить за Дунай. Известно, что в римскую армию были завербованы представители готов.
Весной 243 года римляне были готовы начать поход. Войско переправилось через Евфрат и отбило Карры и Нисибис (по мнению историка Дэвида Поттера, это произошло в 242 году). Вскоре персы были разгромлены при Ресаене (несмотря на это, на персидском барельефе Гордиан был изображён поверженным). Угроза от сирийской столицы Антиохии была отведена. Кроме того, Гордиан III восстановил Эдесское царство и возвёл на престол сына Ману IX, Абгара X Фраата.
Тимесифей предполагал отправиться вглубь Месопотамии на взятие персидской столицы Ктесифона, однако внезапно умер от болезни (по сообщению «Истории Августов», префект был жертвой происков Марка Юлия Филиппа). Коллега Тимесифея по префектуре Гай Юлий Приск убедил императора назначить его брата Марка Юлия Филиппа на освободившееся место. Кампания против Сасанидов продолжилась, а римская армия продвигалась вдоль Евфрата осенью 243 года и в начале зимы 244 года.

### Смерть

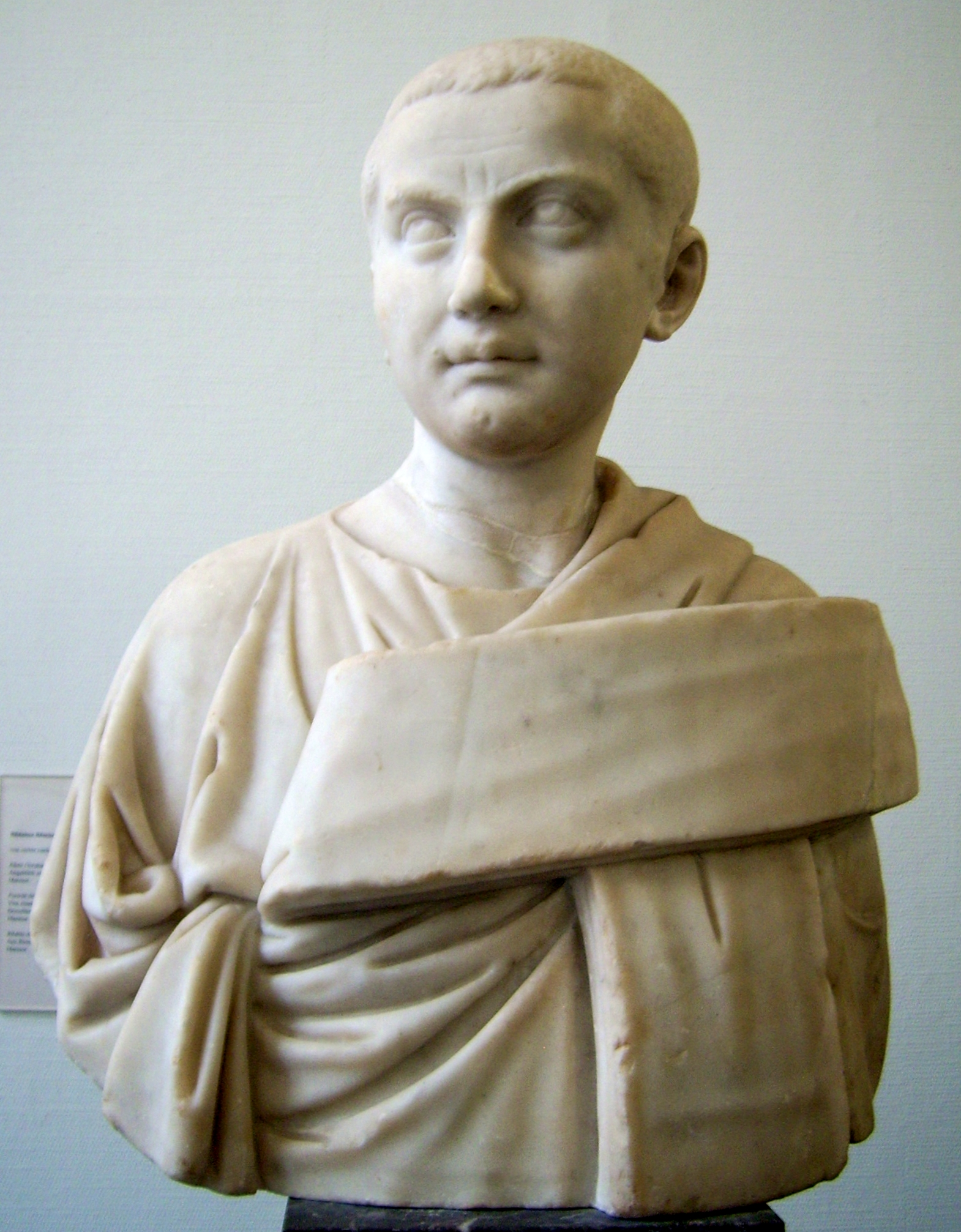
Бюст, изображающий Гордиана в детстве

О том, какие далее произошли сражения и с каким результатом, персидские и римские источники сообщают различную информацию. Согласно надписи Шапура I «Res Gestae Divi Saporis» на «Каабе Зороастра» в начале 244 года римская и сасанидская армии встретились близ города Массис (современная Эль-Фаллуджа в Ираке, в 64 километрах к западу от Багдада). Персы одержали решительную победу, а Массис был переименован в Пероз-Шапур («Победитель Шапур»). Шапур отметил победу трёхъязычной надписью у Накше-Рустама (современный Иран), которая утверждает, что Гордиан III был убит во время сражения.
Римские источники излагают эти события по-другому. Аврелий Виктор пишет, что молодой император «погиб в походе после выдающейся удачи на войне» вследствие интриг Филиппа. Зосим в принципе согласен с ним. Юлий Капитолин описывает сущность этих интриг подробнее. Филипп настроил солдат против принцепса, утверждая, «что Гордиан слишком юн и не может управлять империей, что лучше править тому, кто умеет управлять воинами и государством». Кроме того, он умышленно задержал поставки провианта армии. Воины потребовали, чтобы Гордиан разделил власть с Филиппом, причём последнему вручается опекунство над ним. В итоге император предложил префекту трон, а для себя просил оставить титул цезаря или какую-нибудь должность под его руководством. На это Филипп почти согласился, но из-за опасений, что Гордиану вновь вернётся расположение солдат вследствие его происхождения и любви народа и сената, приказал убить его. Сенату отправили вестников доложить, что Гордиан умер своей смертью. Возможно, датой смерти Гордиана является 25 февраля 244 года. Майкл Пичин определил следующие временные рамки этого события: конец января — начало февраля. Йона Лендеринг также называет февраль. Неподалёку от Цирцесии на берегу Евфрата был возведён кенотаф в память императора с восхвалительной надписью, но останки покойного императора были отправлены в Рим. После смерти Гордиана Филипп заключил с персами мир, не столь унизительный, как его представляют римские источники.

## Итоги правления
Правление Гордиана III показывает, что малолетние правители, как и современные конституционные монархи, имеют преимущество: они не принимают участие в принятии политических решений, и именно это позволяет им быть символом единства для всего общества. Гордиан III вступил на престол в эпоху, когда Римское государство находилось в бедственном положении. Однако вскоре он и его администрация начали исправлять сложившуюся ситуацию. Найденные в Афродисиаде рукописи дают представление о целях его провинциальной политики. В 238 году был издан декрет, который предписывает наместникам делать всё возможное для соблюдения законности. Были прощены прежние преступления, когда для решения гражданских проблем применялась сила, но тем не менее принимались меры, чтобы впредь пресечь игнорирование законов государственными чиновниками. 
Манускрипты из фракийского города Скаптопара рассказывают о том, что его жители посылали жалобы на притеснения со стороны солдат через своего земляка, служившего в преторианской гвардии, надеясь тем самым обратить особое внимание на свои петиции. Однако им было указано на необходимость отправлять прошения по официальным каналам. Однако обычно такой путь оказывался бесполезным по причине большого количества различных жалоб в то время, как стеснения и вымогательства были в особенности распространены. Гордиан после смерти был обожествлён.